# Álcali
Em química, um álcali (português brasileiro) ou alcali (português europeu) é uma base, sal iônico de um metal alcalino ou de um elemento metal alcalinoterroso. Alguns autores também definem um álcali como uma base que se dissolve em água. Uma solução de uma base solúvel tem um pH maior que 7. O adjetivo alcalino é comumente usado como um sinônimo para "base", especialmente para bases solúveis. É provável que este uso mais amplo do termo tenha surgido porque "álcali" foi uma das primeiras bases conhecidas a obedecer a definição de Arrhenius de uma base.